# Marcelo Galuppo
Marcelo Campos Galuppo (São Paulo, 8 de maio de 1968) é um professor e advogado brasileiro. Foi presidente da Associação Brasileira de Filosofia do Direito e Filosofia Social - ABRAFI,  e é atualmente Vice-presidente da Internationale Vereinigung für Rechts- und Sozialphilosophie - Associação Internacional para a Filosofia do Direito e a Filosofia Social - IVR. 
Desde 1994, é professor da Faculdade Mineira de Direito da Pontifícia Universidade Católica de Minas Gerais, onde foi coordenador do Programa de Pós-graduação em Direito entre 2009 e 2011. Desde 2010, é também professor da Faculdade de Direito da Universidade Federal de Minas Gerais. Foi Visiting Fellow da Escola de Direito da Universidade de Baltimore (2014/2015).

## Biografia e formação
Marcelo Galuppo é professor universitário e pesquisa sobretudo nas áreas de  Filosofia do Direito o ensino jurídico. Entre 2007 e 2009, foi presidente do Conselho Nacional de Pesquisa e Pós-graduação em Direito (CONPEDI), do qual recebeu, em 2011, o título de Associado Honorário (por relevantes serviços prestados à Pós-graduação em Direito no país).
Cursou graduação em Direito na Faculdade Mineira de Direito da PUC Minas (1990) e doutorou-se em Filosofia do Direito pela UFMG (1998).
Juntamente com Rafael Basile, foi um dos primeiros autores brasileiros a defender a adoção e a constitucionalidade da lei  da Lei de Cotas Raciais no Brasil.    
Pesquisa temas ligados à Tolerância, Liberdade de Expressão, Princípios jurídicos, Direito e Literatura e Ensino Jurídico. Em 2022, foi apontado como um dos vinte pesquisadores mais influentes da área de Direito no Brasil pelo World Scientists and University Ranking 2022.

## Obras
Obras autorais
- Igualdade e Diferença: Estado democrático de direito a partir do pensamento de Habermas. 1. ed. Belo Horizonte: Mandamentos, 2002.
- Da idéia à defesa: monografias e teses jurídicas. 1. ed. Belo Horizonte: Mandamentos, 2003. (2. ed.: 2008).
- Impeachment: O que é, como se processa, por que se faz. 1. ed. Belo Horizonte: D'Plácido, 2016[12]

- Um dia sem reclamar (com Davi Lago). Porto Alegre: Citadel, 2020.
- Introdução à vida acadêmica II: Manual do Professor. Um Guia de Metodologia do ensino para professores de Cursos Superiores. São Paulo: Dialética, 2022[13].

Obras como organizador
- O Brasil que queremos: Reflexões sobre o Estado Democrático de Direito. Belo Horizonte: PUC Minas, 2006.
- Constituição e democracia: Fundamentos. Belo Horizonte: Fórum, 2009.
- Direito, Arte e Literatura. Florianópolis: FUNJAB, 2012. (Com Wilson Madeira Filho).
- Anais da V Jornada Brasileira de Filosofia do Direito. Belo Horizonte: ABRAFI, 2012. (Com Vitor Medrado).
- Direito, Arte e Literatura. FLORIANÓPOLIS: FUNJAB, 2013. (Com Ivan Aparecido Ruiz).
- Anais da VI Jornada Brasileira de Filosofia do Direito e IV Jornada Argentino-Brasileira de Filosofia jurídica e social. Belo Horizonte: PUC Minas, 2013. (Com Vitor Medrado).
- Direito, arte e literatura. Florianópolis: CONPEDI, 2014. (Com André Karam Trindade e Luís Carlos Cancellier de Olivo).